# Clément Passal
Joseph Eugène Clément Passal, dit le « marquis de Champaubert », est un aventurier français né le 29 septembre 1892 à Saint-Denis, dans la Seine, et mort après avoir été enterré vivant le 2 octobre 1929 dans le bois de Verneuil-sur-Seine.

## Une jeunesse ordinaire
Fils d'un comptable et d'une cuisinière, ancien élève de l'École technique Diderot dans le 19e arrondissement de Paris, Clément Passal entre comme ajusteur dans l'usine automobile Hotchkiss de Saint-Denis.
En 1912, après avoir été exempté de service militaire par le conseil de révision du 10ème arrondissement, il épouse Georgette Misery, une fille d'ingénieur, qu'il entraînera à partir de 1918 dans ses affaires d'escroqueries et d'abus de confiance. Réformé, il ne participe pas à la Première Guerre mondiale.
C'est sa rencontre en mai 1917 avec Marie-Louise Noirait, une artiste lyrique connue dans certains concerts parisiens sous le nom de "Gisèle de Gisors" et future "marquise de Champaubert", qui va bousculer son existence et l'entraîner dans la commission de nombreux délits de vols, escroqueries et abus de confiance pour maintenir le train de vie élevé d'une maîtresse qui ne pouvait se contenter d'un modeste salaire d'ouvrier ajusteur.

## Une vie d'aventurier

### L'affaireBiganes frèresà Gujan-Mestras
C'est la première affaire d'importance connue dans laquelle apparaît Clément Passal. En novembre 1918, il ouvre à Gujan-Mestras près de Bordeaux un chantier de construction de wagons plates-formes. Dans le hangar qu'il a loué à cet effet sous l'enseigne "Biganes frères" dont le siège social est à Paris avenue Niel, il expose deux wagons qu'il a achetés pour attirer de futurs clients. Il prend les commandes et en encaisse le montant mais ne livre aucun matériel. À la suite de nombreuses plaintes de clients, Passal se débarrasse de ses deux wagons, ferme ses locaux et disparaît début 1919 avant l'arrivée de la police. Le préjudice, estimé à 307 750 francs, fera l'objet à Paris d'un procès devant la 13e chambre correctionnelle où Passal sera condamné le 8 janvier 1925 à 2 ans de prison et à 50 francs d'amende.

### L'affaire desParfums de Vaudreyà Hyères
En octobre 1920, on retrouve Clément Passal à Hyères où il ouvre, avenue de Belgique, une parfumerie sous le nom d'Henri de Vaudrey. Il embauche un chimiste du nom de Caillat et à grand renfort de publicité lance deux parfums qu'il nomme Cœur pâmé et Démon d'amour, ainsi qu'une poudre et une crème, Cœur de Lys. Mais les fournisseurs non payés et les clients insatisfaits ou non livrés se multiplient et le pseudo-marquis de Vaudrey doit déposer son bilan. Malgré un passif de 835 573 francs, il réussit à obtenir un concordat du tribunal de Commerce de Toulon, ce qui lui permet de gagner du temps et d'ouvrir un pavillon de parfumerie à l'exposition coloniale de Marseille inaugurée le 16 avril 1922, où il espère se refaire. Mais les dettes s'accumulent, les créanciers s'impatientent et Passal disparaît un mois et demi avant la fin de l'exposition prévue le 19 novembre.

### L'affaire de laCanadian Motor Company Limitedà Nantes
Fin septembre 1922, un certain Gabriel Gouraud, se disant ingénieur des Arts-et-Métiers et neveu du général Gouraud, ouvre un magasin et des bureaux rue Babonneau à Nantes à l'enseigne de la Canadian Motor C° Ltd. À grand renfort de publicité, cette société, se présentant comme agent exclusif pour l'Europe d'une grande marque automobile américaine, propose des véhicules neufs à moitié prix pendant toute la durée du Salon de l'Automobile de Paris sous réserve du versement du quart du montant à la commande. De fait, les commandes et les acomptes affluent de toute la France mais les voitures, et pour cause puisqu'elles n'ont jamais existé autrement que dans le luxueux catalogue promotionnel édité par Passal alias Gouraud, ne sont pas livrées. De nombreuses plaintes commencent à s'accumuler sur le bureau du procureur de la République de Nantes, dont celle d'un commissaire de police de Cannes. Convoqué par le Parquet à la mi-octobre, Passal disparaît avec l'argent des acomptes, une somme estimée à 800.000 francs. Condamné en première instance par le tribunal correctionnel de Nantes à quatre ans de prison ferme et 100 francs d'amende, Passal interjette appel le 28 juillet 1926 devant la cour d'Appel de Rennes qui confirme par la suite la peine prononcée en première instance. Le même jour, Marie-Louise Noirait est condamnée à deux ans de prison et 100 francs d'amende.

### L'affaire de laT.S.F. Radio-Impératorà Lille
Un an après en novembre 1923, Clément Passal crée, sous le nom de Jean-Marie Patte, une agence de téléphonie sans fil à l'enseigne commerciale Radio-Impérator qu'il installe dans un appartement loué au second étage du Café de Paris situé sur la Grand'Place de Lille. Là encore, il encaisse le prix d'appareils radio sans en effectuer la livraison et disparaît une fois de plus après de nombreux dépôts de plaintes. Le montant du préjudice est estimé à 300.000 francs. Arrêté à Dinard, il est condamné le 6 avril 1927 à cinq ans de prison, dix ans d'interdiction de séjour et 3.000 francs d'amende par le tribunal correctionnel de Lille. Passal avouera plus tard qu'à la même époque il avait réglé l'achat de 150.000 francs de bijoux au moyen de chèques sans provision[pas clair].

### L'affaire desBascules Cincinnatiau Havre
En mai 1924, Clément Passal ouvre place Gambetta au Havre un bureau d'importation de bascules automatiques américaines de marque Cincinnati. Sous le nom de William Gardner, Passal se présente comme l'importateur exclusif pour la France, la Belgique et leurs colonies, d'appareils de pesage qu'il présente avantageusement dans des prospectus distribués chez de nombreux commerçants havrais. Comme dans les affaires précédentes, les matériels commandés ne seront jamais livrés et c'est au moment où les réclamations commencent à s'accumuler sur son bureau, que Passal-Gardner disparaît de la ville à la mi-juillet mais cette fois sans avoir réussi à encaisser les 50.000 francs de mandats qui l'attendaient à la Poste mais sur lesquels la police, alertée par certains commerçants, avait fait opposition.

### L'affaire de la villa truquée de Dinard
Deux mois plus tard, Clément Passal réapparaît comme vétérinaire à Paramé sous le nom de Robert Lamy puis s'installe à Dinard en septembre 1924 dans le Castel du Prieuré en se faisant passer pour le marquis Élie de Champaubert, chevalier de la Légion d'honneur, administrateur délégué des mines de Phuong-Do et administrateur général des mines de Tuyên Quang et de Thai Nguyen, de retour du Tonkin où il dit avoir passé plusieurs années. Il est accompagné de Marie-Louise Noirait qu'il présente comme la marquise, et de sa véritable épouse qui tient le rôle de la domestique. Il contacte plusieurs joailliers parisiens et leur demande de venir dans sa demeure lui présenter des bijoux de valeur pour le 35e anniversaire de la marquise. Son comportement et l'incohérence des renseignements fournis attirent l'attention des autorités, et le 24 septembre, alors qu'il pense recevoir un joaillier, c'est Pierre Bonny, inspecteur de la Sûreté générale qui se présente au rendez-vous. Les policiers qui l'accompagnent découvrent dans le sous-sol de la villa un mécanisme de chambre hermétiquement close avec des matelas dans laquelle l'escroc avait prévu d'enfermer sa victime pour l'endormir avec du chloroforme avant de la dépouiller et de prendre la fuite. Passal est arrêté immédiatement, ainsi que sa femme et sa maîtresse, et incarcéré à la prison de Saint-Malo. Il est condamné le 25 mars 1926 à 2 ans de prison et 50 francs d'amende par le tribunal correctionnel de Saint-Malo puis à 5 ans ferme et 100 francs d'amende par la cour d'Appel de Rennes toutes peines confondues. Pour sa part, Marie-Louise Noirait, "marquise de Champaubert", condamnée en première instance à 8 mois de détention pour vol par recel et association de malfaiteur, voit en appel sa peine portée à 2 ans de prison ferme. Quant à la véritable épouse du faux-marquis, Georgette Misery, qui n'a tenu qu'un rôle très passif dans cette affaire, elle avait bénéficié d'un non-lieu le 16 février 1926 par la Chambre d'accusation de la Cour d'Appel de Rennes.

## Une fin extraordinaire
Après avoir purgé sa peine à la prison de Loos, Clément Passal est libéré en juillet 1929 et se retire chez sa mère à Saint-Aubin-lès-Elbeuf près de Rouen. Désormais seul, sa femme ayant obtenu le divorce en juillet 1926 et sa maîtresse l'ayant quitté pendant son incarcération, il va dès lors s'attacher à trouver un éditeur pour la publication de ses Mémoires dont il espère tirer un profit substantiel. En septembre, ses proches le perdent de vue, et commencent à recevoir des courriers signés d'une mystérieuse organisation appelée les « Chevaliers de Thémis » qui menace d'enterrer vivant le faux-marquis. Une lettre envoyée à Félix Bachelet, un voisin et ami de Passal, avec un plan précis du lieu de l'enterrement est transmise aux gendarmes le 3 octobre. Ils se rendent à l'endroit dit, dans le bois de la Justice à Verneuil-sur-Seine, et y trouvent le corps de Passal mort par asphyxie. Un tuyau d'aération avait bien été prévu dans la caisse, mais il n'a pas fonctionné comme attendu, ce qui avait entraîné la mort de l'escroc. L'enquête démontrera que l'enterrement était en réalité une mise en scène macabre orchestrée par Passal lui-même avec l'aide d'un complice, un repris de justice nommé Henri Boulogne dit « le Tatoué », son ancien codétenu à la prison de Loos, dans le but de promouvoir de façon spectaculaire la sortie de ses Mémoires.
Inculpé le 7 octobre suivant pour homicide par imprudence et pour infraction à un arrêté d'interdiction de séjour par le juge d'instruction de Versailles, Henri Boulogne est conduit le lendemain à Verneuil-sur-Seine et désigne aux policiers l'endroit près de l'emplacement du corps où il a enterré un paquet contenant des articles de presse concernant les exploits du pseudo-marquis, la copie des communiqués envoyées par les soi-disant « Chevaliers de Thémis », deux lettres d'une éditrice signées d'une certaine Mme d'Orgeval, inconnue par ailleurs, et surtout le plan des futurs Mémoires que Passal n'aura pas eu le temps d'écrire. Ce plan détaille les vols, escroqueries et abus de confiance que Passal a réellement commis mais avec des montants manifestement très exagérés et beaucoup d'autres qu'il s'attribue, comme le vol de la Joconde en 1911 ou celui des bijoux de l'actrice Gaby Deslys en 1907 alors qu'il n'avait que 15 ans. Le même jour,  Clément Passal est inhumé dans le cimetière de Verneuil-sur-Seine après une cérémonie religieuse à l'église paroissiale. Seuls le garde-champêtre et un cantonnier de la commune assistent à ses obsèques.

## Épilogue
Le 4 décembre 1929, Henri Boulogne est condamné à trois mois de prison et Félix Bachelet, prévenu libre, à 100 francs d'amende pour outrage à magistrat par le tribunal correctionnel de Versailles. La caisse en bois, devenue le cercueil de Clément Passal et qui encombrait les locaux du palais de Justice,, sera finalement vendue aux enchères par le service des Domaines le 18 janvier 1933 pour la somme de 5 francs. On reparlera une dernière fois de l'affaire dans la presse à l'occasion d'une nouvelle condamnation d'Henri Boulogne en août 1941.

## Noms et qualités d'emprunt de Clément Passal
- Marquis Henri de Vaudrey[44], parfumeur à Hyères
- Gabriel Gouraud, ingénieur des Arts-et-Métiers, concessionnaire automobile à Nantes
- Jean-Marie Patte, constructeur d'appareils de T.S.F. à Lille
- William Gardner, importateur d'instruments de pesage au Havre
- André Simonin, éleveur de pigeons à Elbeuf
- Robert Lamy, vétérinaire-chimiste à Paramé
- Marquis Élie de Champaubert, chevalier de la Légion d'Honneur, administrateur de sociétés, à Dinard.

## Noms d'emprunt de Marie-Louise Noirait
- Gisèle de Gisors à Paris
- Baronne de Gisors à Hyères
- Mme Gabriel Gouraud à Nantes
- Blanche Calmel à Elbeuf
- Mme Robert Lamy à Paramé
- Marquise de Champaubert à Dinard.

## L'entourage de Clément Passal
- Louise Passal née Corninge (Cugney 1865-19..), sa mère
- Georgette Misery (Deuil-la-Barre 1894-id. 1979), son épouse
- Marie-Louise Noirait (Soissons 1896-id. 1985), sa maîtresse
- Félix Bachelet, (Saint-Aubin-lès-Elbeuf 1898-Toulouse 1967), épicier à Saint-Aubin-lès-Elbeuf, son voisin et ami
- Henri Boulogne (Boulogne-sur-Mer 1902-id. 1956), docker à Dunkerque, son codétenu et complice.

## Bande dessinée
- Alain Paillou, Jean-François Miniac, Polar, Shots entre amis à Cognac, collectif sous la direction de Bruno Lecigne, préface d'Olivier Marchal, Les Humanoïdes associés, 2020[45]  (ISBN 978-2-7316-8844-3) Leur récit Les pissenlits par les racines relate l'un des épisodes de la vie de Clément Passal.
- L'enterrement vivant de Clément Passal avec un tuyau pour respirer a inspiré Hergé dans Les Cigares du Pharaon[46].